# 博亞爾卡 (阿納尼耶夫區)
47°39′7″N 30°0′6″E / 47.65194°N 30.00167°E
博亞爾卡（烏克蘭語：Боярка）是位於烏克蘭西南部的村莊，由敖德萨州波季利斯克区的阿南伊夫市鎮負責管轄。該村始建於1873年，面積0.74平方公里，海拔高度190米，2001年人口289，人口密度每平方公里390.54人。